# Erik Olsson (ishockeyspelare)
Erik Olsson, född 13 juni 1994, är en svensk professionell ishockeyspelare som spelar för Mariestad BoIS HC i Division 1 Västra.